# Завера Команча
Завера Команча је 16. епизода стрип серијала Кен Паркер објављена у Лунов магнус стрипу бр. 487. из децембра 1981. године. Имала је 92 стране и коштала 18 динара (1 ДЕМ; 0,43$). Епизоду је нацртао Бруно Марафа, а сценарио написао Ђ. Берарди. За насловну страну употребљен је кадар са стране 85.

## Кратак садржај
Након растанка са Пат (ЛМС-481), Кен креће за Албукерки у пролеће 1875. године. Стопирајући дилижансу, заједно са осталим путницима упада у регион у коме Кајове и Команчи воде рат против белаца до истребљења. Током пута, Кен и остали путници спашавају Буча, ловца на индијанске скалпове. Касније сазнају да је Буч делом одговоран за тренутно ратно стање између индијанаца и белаца. Епизода се завршава у станици "Комачна" у којој Буч гине. Остатак путника спашава коњица, која пристиже у последњи час.

## Значај епизоде
Иако епизода делује као кратка пауза у серијалу док Берарди не смисли другу дужу авантуру, која би трајала неколико епизода (као нпр. лов на Доналда Велша, авантура после киднаповања на китоловцу или однос са Пат О Шејн), она ипак указује на значајан моменат односа белаца према индиијацима који се прелама кроз однос Кена и Буча.
Наиме, када сазнаје да је Буч ловац на индијанске скалпове, Кен побесни и креће да га убије, тврдећи да је Буч човек без морала који "не заслужује да живи”. Затегнут однос између Кена и Буча траје целу епизоду, све док на крају Буч не погине након двобоја са индијанцем чијег је оца Буч давно убио и скинуо му скалп. Током епизоде сазнајемо да су Буча као дете од 8 година отеле Команче, да је с њима живео до 18 године, те да га је поменути отац третирао као роба. Мржња која се током година накупила вероватно је утицала на Бучево данашње занимање.
И Кен и Буч су провели неко време свог живота живећи са индијанцима (ЛМС-428). Ипак, њихова искуства су потпуно другачија, и снажно обликују њихове ставове према индијанцима. Берарди маестрално експлоатише овај контраст у наставку епизоде. Док Кен сматра да индијанци имају своју ”цивилизацију и високу духовност”, Буч сматра да је једина људска ствар коју индијанци имају ”њихов изглед.” Потом додаје: ”Изнутра су животиње и ја их убијам као такве”. (На почетку епизоде, Буч без милости убија целу једну индијанску породицу у којој се налазе деца и стари.)
Буч износи и много тежу оптужбу. Оптужујући Кена за лажно лицемерје, Буч тврди да је индијанцима суђено да нестану са лица земље, а да у том процесу учествују сви белци подједнако због новца и власти. За овакве своје тврдње, Буч добија сатисфакцију, јер на крају епизоде Кен одлази да покопа његово беживотно тело, вероватно схватајући да је Бучев став према индијанцима производ управо његовог негативног искуства са индијанцима. Кен је такоће имао лично искуство са политичарима у Вашингтону (ЛМС-422) после кога се уверио да Бучеви ставови о односу белаца према индијанцима нису неутемељени.

## Индијанци и насиље
Сценариста Берарди у овој епизоди прави баланас у односу на опис индијанаца у овој, али и претходним епизодама у којима су индијанци представљени у позитивном светлу (ЛМС-428). У овој епизоди се приказују као дивљаци који уживају у насиљу. Након освојене станице ”Команча”, индијанци бацају малу бебу у ваздух, као играчку или лутку, и гађају је пушкама. Ова страница је цензурисана у југословенској верзији епизоде, а вероватно би требало да дође после 42 стране.

## Оригинална епизода
Оригинална епизода објављена је у октобру 1978. године под насловом Butch, l’implacabile. Издавач је била италијанска кућа Cepim. Коштала је 500 лира (0,63$; 1,1 ДЕМ).
На оригиналној насловници, Кен је нацртан с леђа (иако у првом плану). Ово, по неким мишљењима, сугерише његову споредну улогу у епизоди, јер је главни протагониста епизоде Буч. (Кен се касније поново појављује отпозади на насловној страни ЛМС-506.)

## Реприза у Србији
Ова епизода је први пут репризирана у Србији у марту 2019. год. у издању издавачке куће Darkwood. Епизода је објављена у књизи бр. 8. заједно са епизодом Људи, стока и јунаци (ЛМС-481 Једног лета). Цена тврдог издања износила је 1.290 динара (10,9 €; 12,4 $).